# Johann Karl Proksch

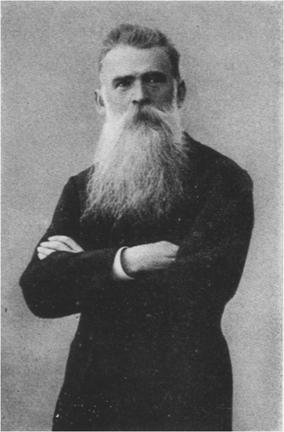
Johann Karl Proksch

Johann Karl Proksch (* 1. Februar 1840 in Krnov; † 19. März 1923 in Wien) war ein österreichischer Arzt und Medizinhistoriker.

## Leben und Wirken
Johann Karl Proksch studierte Medizin in Olmütz und wurde 1865 als Chirurg approbiert. Ab 1867 praktizierte er als Arzt in Wien. Sein Arbeitsschwerpunkt war die Behandlung von Geschlechtskrankheiten, insbesondere der Syphilis.

## Schriften (Auswahl)
- Der Antimercurialismus in der Syphilis-Therapie, literatur-historisch betrachtet. F. Enke, Erlangen 1874 (Digitalisat)
- Die Schrift des Petrus Maynardus : ein Beitrag zur Geschichte der Medicin. Wien 1875 (Digitalisat)
- Die Litteratur über die venerischen Krankheiten: von den ersten Schriften über Syphilis aus dem Ende des fünfzehnten Jahrhunderts bis zum Jahre 1889. P. Hanstein, Bonn 1889–1891, Band I 1889 (Digitalisat), Band II 1890 (Digitalisat), Band III 1891 (Digitalisat) Autorenregister 1891 (Digitalisat)
- Die Geschichte der venerischen Krankheiten. Eine Studie. 2 Bände. Peter Hanstein, Bonn 1895.
  - Band I: (Digitalisat)
  - Band II: (Digitalisat)
- Beiträge zur Geschichte der Syphilis. P. Hanstein, Bonn 1904 (Digitalisat)